# Comté de Westmoreland (Virginie)
Pour les articles homonymes, voir Comté de Westmoreland.
Le comté de Westmoreland est un comté situé dans le Northern Neck de l'État de Virginie (États-Unis). 
D'après le recensement de 2010, sa population totale était de 17 454 habitants. Montross en est le chef-lieu. Ce comté est connu pour être le lieu de naissance du premier président américain George Washington et pour son vignoble d'appellation Northern Neck George Washington Birthplace.
Il est aussi le lieu de naissance de James Monroe, cinquième président; et du général Robert E. Lee, commandant des armées confédérées.